# ولی گرندز (آلاباما)
ولی گرندز (به انگلیسی: Valley Grande) شهرکی در شهرستان دالاس ایالت آلاباما است که مساحت آن ۸۷٫۵۹ کیلومترمربع است و در سرشماری سال ۲۰۱۰ میلادی، ۴٬۰۲۰ نفر جمعیت داشته و تراکم جمعیتی آن، ۴۵٫۹ نفر در کیلومترمربع بوده است.